# Better Alone
"Better Alone" é um single de 2005 da cantora britânica Melanie C, tendo seu relançamento em 2006 devido às baixas vendagens do single em sua primeira versão.

## Primeira versão
"Better Alone" não chamou muita atenção da mídia inglesa antes de seu lançamento, não foi tocada nas rádios. Apesar disso, algumas cópias já tinham sido fabricadas e para não perdê-las, as vendas foram disponibilizadas pela internet no seu site oficial.
A música Better Alone expressa os sentimentos de Mel em relação à sua saída da Virgin Records.
Os b-sides "Warrior" e "Runaway" ficaram disponíveis para venda em mp3 e pelo site iTunes ou venda limitada dos CDs pelo site oficial.
Nos outros países o single foi lançado normalmente.

### Lista de faixas
Better Alone - CD1
1. "Better Alone" (Radio Edit)
2. "Warrior"

Better Alone - CD2
1. "Better Alone" (Edit)
2. "Better Alone" (Edit)
3. "Better Alone" (Pop Mix)
4. "Better Alone" (Amazing Dub)

Better Alone - DVD
1. "Better Alone" (Vídeo)
2. "Next Best Superstar" (Vídeo)
3. EPK Extract - Better Alone & Interview
4. Photo Gallery/Runaway

### Desempenho nas paradas musicais
| Parada musical (2005)    | Posição |
| ------------------------ | ------- |
| UK Singles Chart         | 8       |
| Portuguese Singles Chart | 39      |
| Italian Singles Chart    | 36      |
| German Singles Chart     | 93      |
| Austrian                 | 5       |
| Australian Singles Chart | 83      |

## Better Alone 2
Mais uma tentativa de Melanie C com "Better Alone". O single nem chegou perto do sucesso de "First Day of My Life", mesmo sendo lançado nos mesmos países.
Esse novo Better Alone, diferente do primeiro veio com um clipe mais chamativo, com uma nova capa (mais enigmática), novo tracklist, incluindo "You'll Get Yours" numa versão acústica.
Better Alone foi escolhida para ser a trilha sonora da novela portuguesa Morangos com Açúcar.

### Lista de faixas
Better Alone - CD1
1. "Better Alone" (Radio Version)
2. "Better Alone" (Pop Mix Edit)
3. "Warrior"
4. "Better Alone" (Amazing Dub)
5. "You'll Get Yours" (Acoustic Version)
6. "Better Alone" (Vídeo)

### Desempenho nas paradas musicais
| Parada musical (2006)    | Posição |
| ------------------------ | ------- |
| UK Singles Chart         | 36      |
| Portuguese Singles Chart | 42      |
| Italian Singles Chart    | 74      |
| German Singles Chart     | 51      |
| Austrian Singles Chart   | 57      |
| Swiss Singles Chart      | 33      |